# Michel Folliasson
Michel Folliasson est un architecte français né le 12 janvier 1925 à Pélussin (Loire) et mort à Paris 16e le 2 juillet 2011. Il a été l'architecte de plusieurs bâtiments administratifs contemporains.

## Biographie
Il entre à l'École des beaux-arts de Lyon puis à l'École nationale supérieure des beaux-arts à Paris dans l'atelier d'Othello Zavaroni. Il obtient le premier second Grand prix de Rome en 1956 derrière Serge Ménil.
Il mène une carrière d'architecte officiel, nommé architecte en chef des bâtiments civils et palais nationaux. En 1959, il est nommé architecte en chef adjoint de la ZUP du nouveau Créteil avec Jean Fayeton. Puis il s'associe à l'architecte Jacques Binoux. Ils réalisent ensemble de nombreux bâtiments publics, des tours dans le quartier de La Défense et ainsi que des centres de recherche. Il a été architecte-urbaniste pour la ville nouvelle de Cergy-Pontoise.
Il a été enseignant à l'École d'architecture de Nancy de 1957 à 1967. Il est élu en 1998 à l'Académie des beaux-arts au fauteuil no 2 de la section architecture en lieu et place de Bernard Zehrfuss.
Il a été nommé chevalier de l'ordre national du Mérite en 1980, et promu officier en 1995. Il a également été nommé chevalier de la Légion d'honneur en 2006.

## Principales réalisations

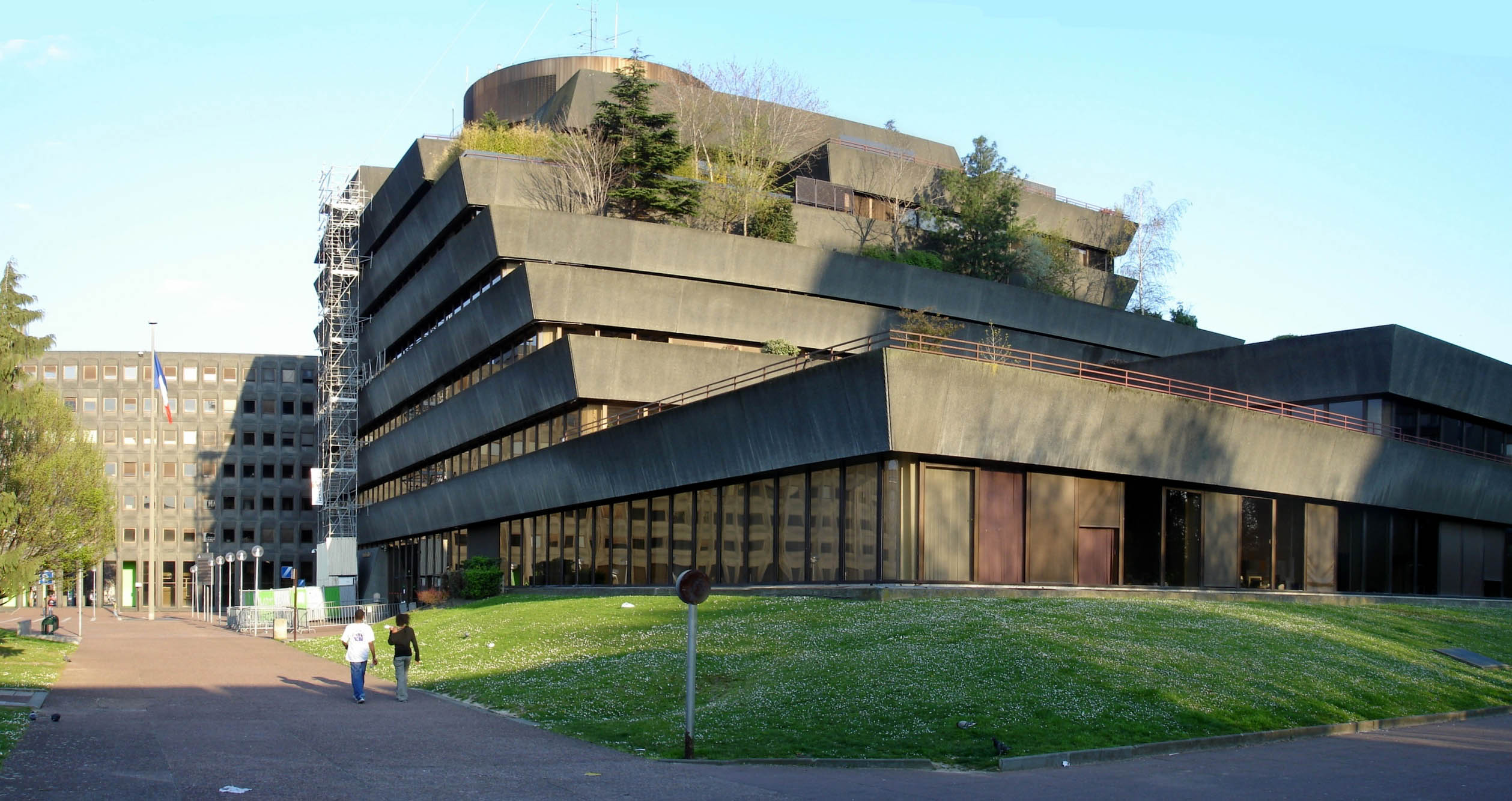
La préfecture de Bobigny conçue entre 1965 et 1971.

- 1959 : immeuble de logements Las Planas à Nice avec Daniel Badani et Pierre Roux-Dorlut
- 1964-1968 : unité de voisinage CECA Le Lac de Torcy au Creusot-Torcy (Saône-et-Loire)
- Usine de traitement du lait à Monéteau dans l'Yonne (Ucalyn, devenue Yoplait)
- 1965-1971 : centre administratif et préfecture de la Seine-Saint-Denis à Bobigny
- 1968-1969 : immeuble de bureaux Société de la construction métallique, 20 rue Jean-Jaurès à Puteaux en collaboration avec Jean Fayeton
- 1969 : laboratoires des ponts-et-chaussées, rue de l'Égalité prolongée, au Bourget
- 1969 : bureaux d'études et centre technique de la société de machines-outils H. Ernault-Somua (HES) à Vélizy-Villacoublay (Yvelines)
- 1968-1970 : Unité pédagogique d'architecture de Nancy en collaboration avec Jean Prouvé, à Villers-lès-Nancy (détruite)
- 1968-1972 : retrait du projet Tour Pleyel à Saint-Denis (Seine-Saint-Denis) en collaboration avec Bernard Favatier
- 1975 : tour Neptune à La Défense
- 1975 : Tour Thiers à Nancy
- 1976-1978 : quartier des Damiers, appelé aussi quartier « Louis-Blanc », à La Défense
- 1977 : bibliothèque municipale de Metz, actuelle médiathèque du Pontiffroy (dans le cadre d'une ZAC dirigée par Jean Dubuisson)
- 1984 : hôtels Ibis-Novotel et Fraser Suites à La Défense

Projet non réalisé pour la plus grande tour de Buenos Aires, pour la société Peugeot, construction légère métallique haute de 275 mètres.